# Lobo di soliflusso
I lobi o lingue di soliflussione o di soliflusso sono conformazioni caratteristiche della superficie esterna di un versante collinare causate dalle diverse velocità di flusso detritico e modellate a seconda della morfologia del suolo. Di solito queste lingue hanno un fronte ripido e una superficie esterna relativamente liscia. Larry Gedney riferisce che le lingue di soliflussione possono muoversi rapidamente giù per il pendio a una velocità di diversi centimetri al giorno  Nella soliflussione la colata si combina con lo slittamento che coinvolge gli strati superficiali nelle zone di permafrost . 